# Anton Mauve

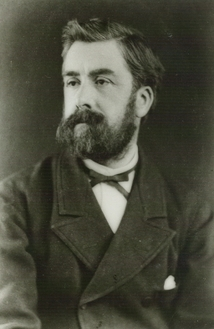
Anton Mauve

Anthonij (Anton) Rudolf Mauve, född den 18 september 1838 i Zaandam, död den 5 februari 1888 i Arnhem, var en nederländsk målare. 

## Biografi
Anton Mauve var en av Hollands märkligaste landskapsmålare efter den nederländska guldåldern. Hans område var kor eller får i kustlandets fuktiga, silvertonande atmosfär. Han är rikt representerad i riksmuseet i Amsterdam och likaså i Mesdags museum i Haag. 
Hans fru var kusin till Vincent van Gogh. 

## Galleri

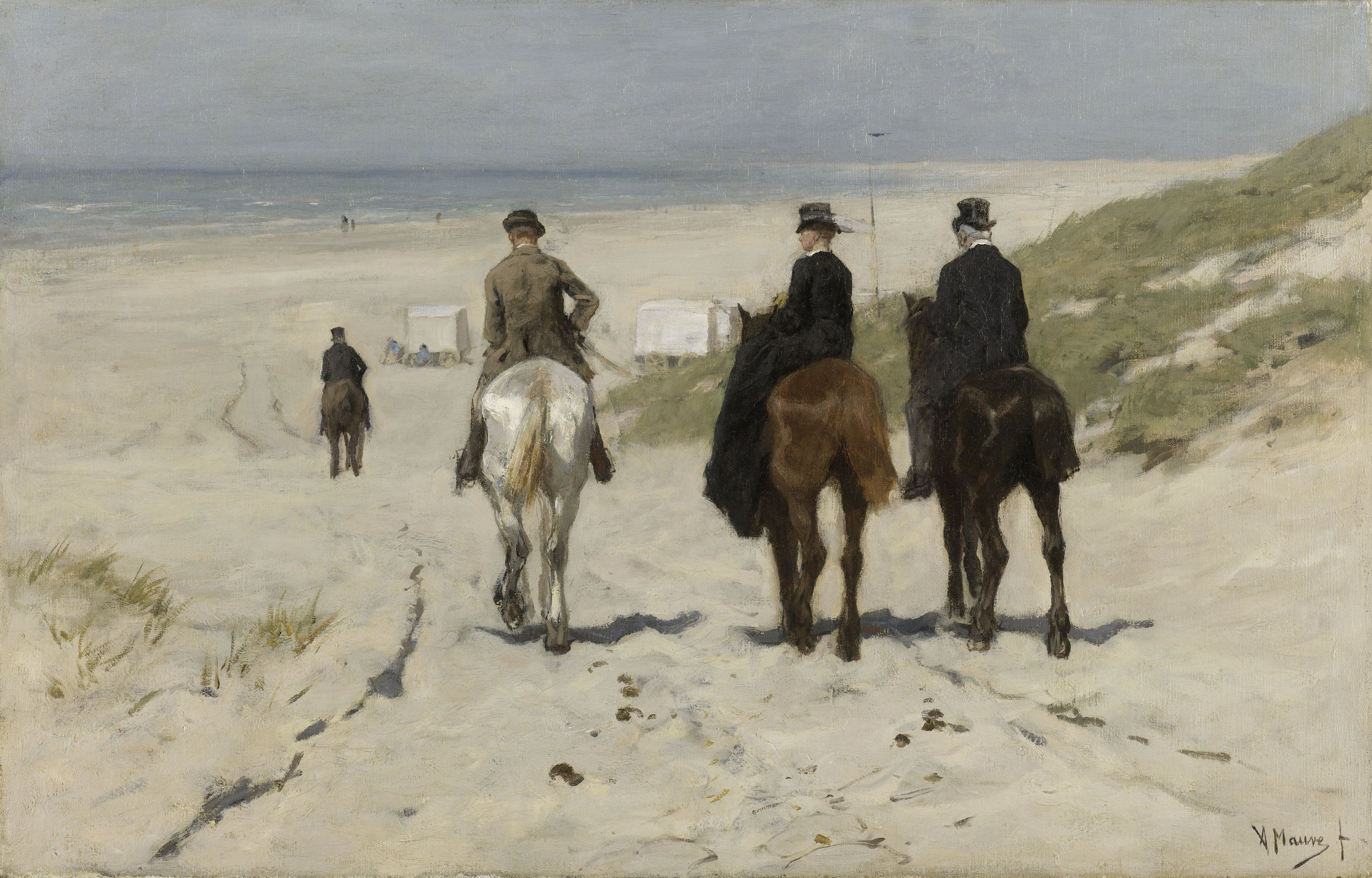
Morning ride along the beach (1876)
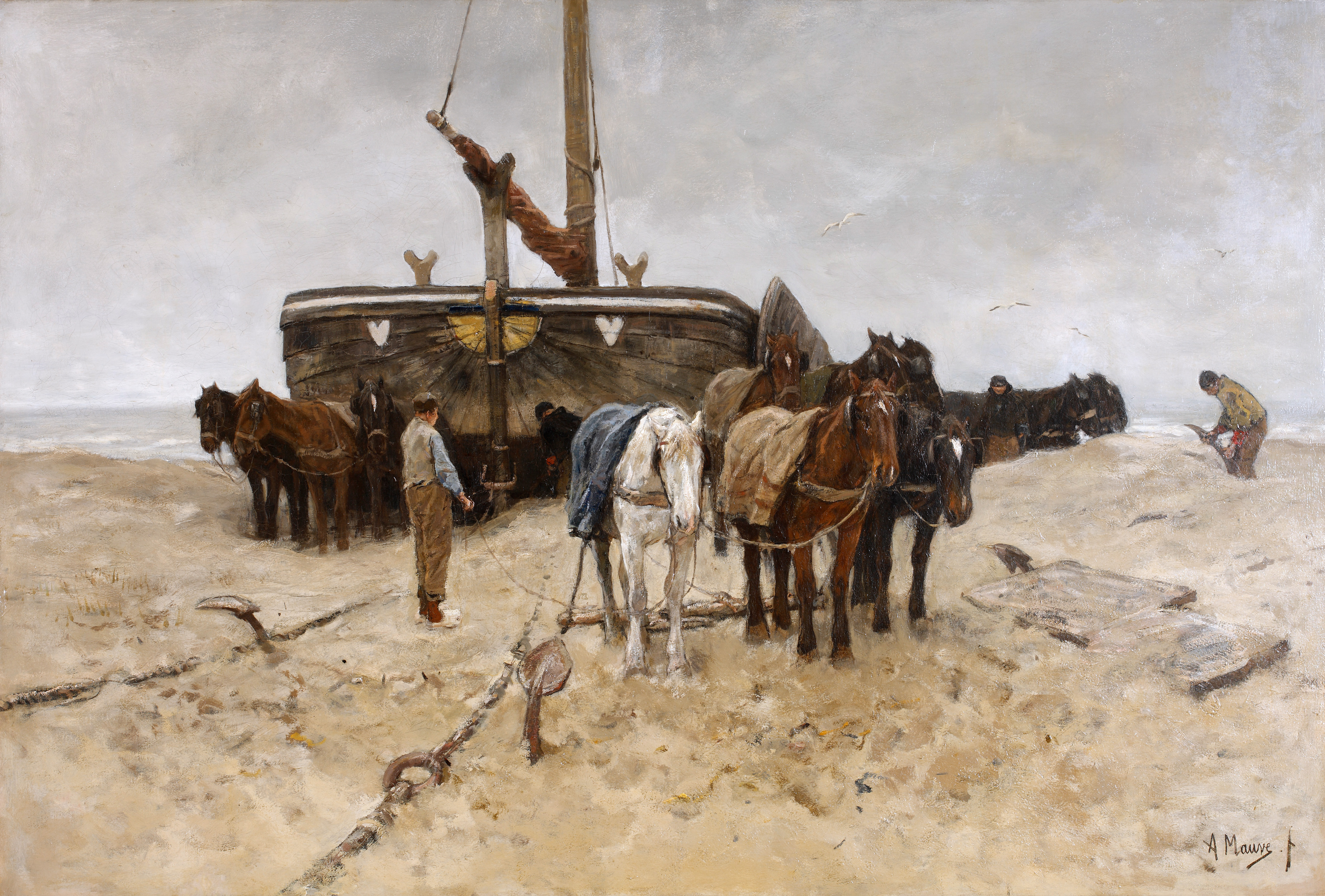
Fishing boat on the beach (1882)
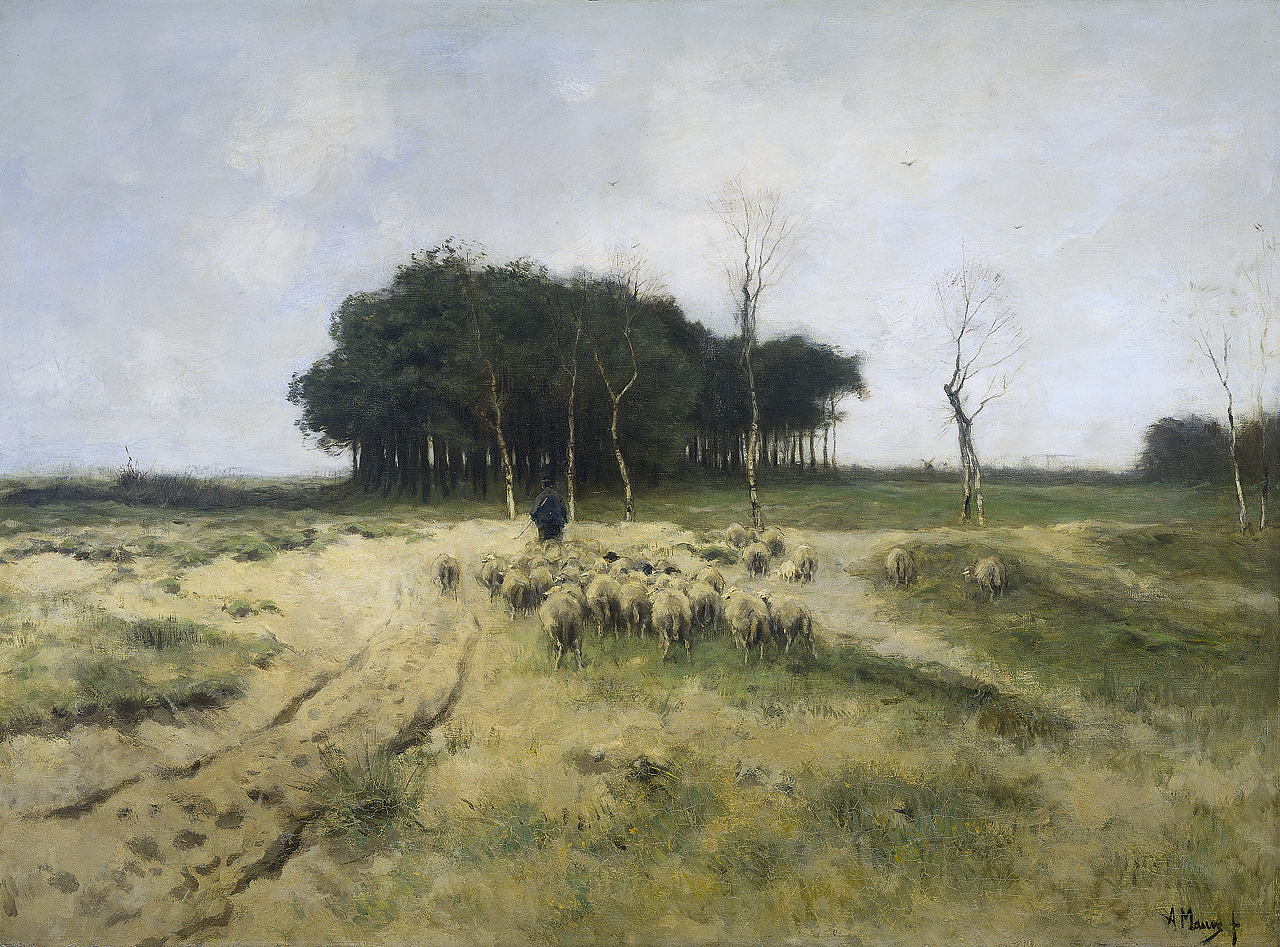
Heath at Laren (1887)
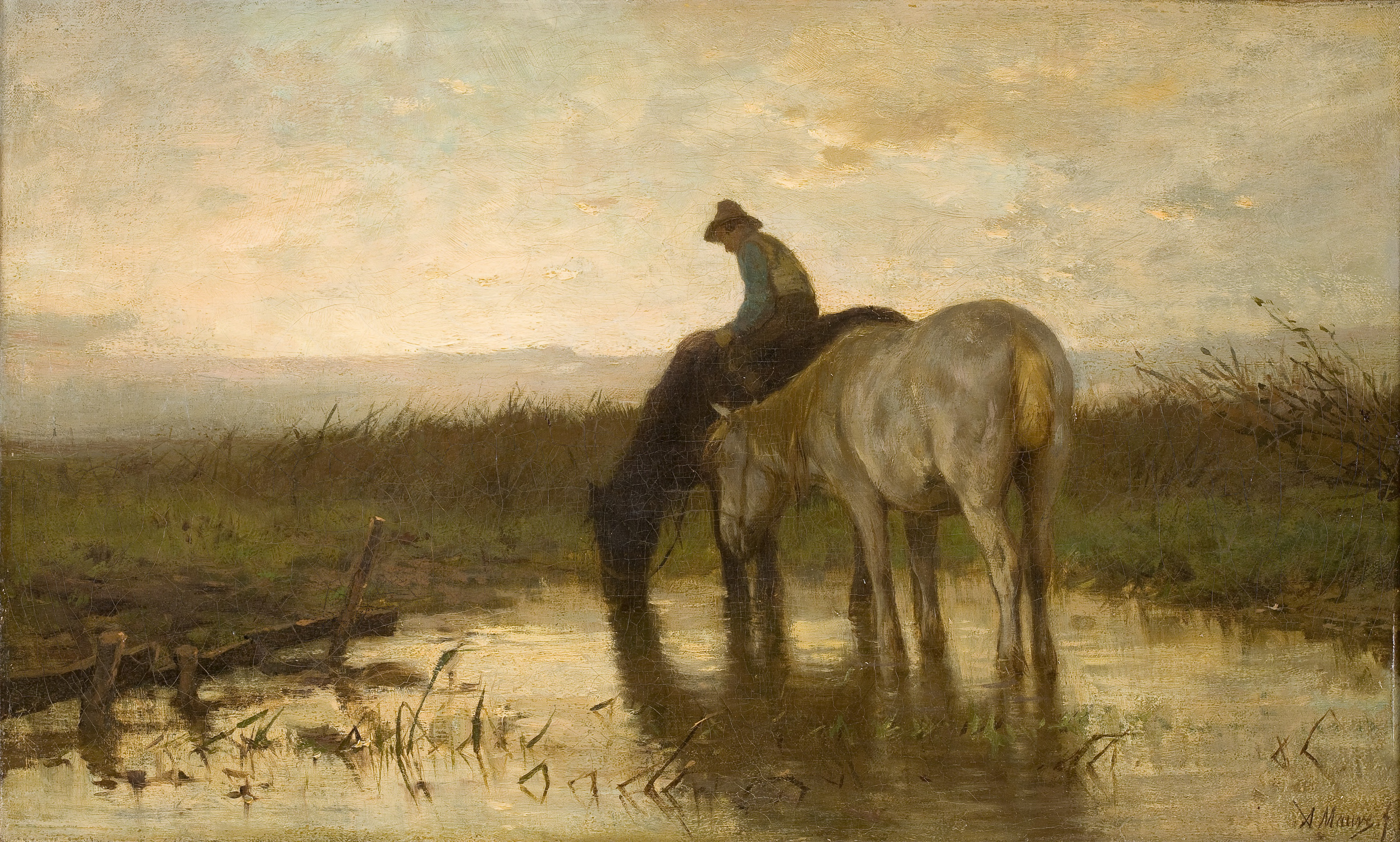
Drinking Horses (u. å.)
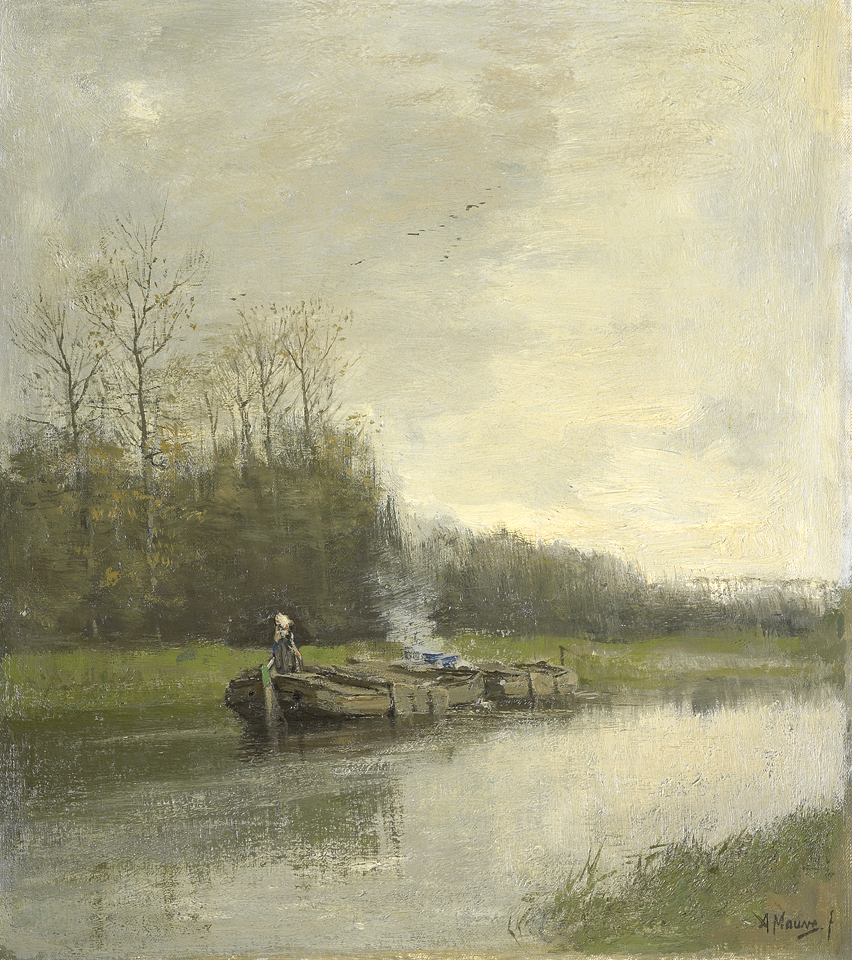
Towing canal (u. å.)